# さすらい温泉♨遠藤憲一
『さすらい温泉♨遠藤憲一』（さすらいおんせん えんどうけんいち）は、2019年1月17日（1月16日深夜）から 4月4日（4月3日深夜）まで テレビ東京のドラマ枠「ドラマパラビ」で、毎週木曜1:35 - 2:05（水曜深夜）に放送されたテレビドラマである。

## 概要
遠藤憲一が役者を引退し、素性を隠して日本全国の温泉宿で仲居を務める様子を取材するという設定のドキュメンタリー風ドラマになっている。働き先の温泉宿は実名で登場し、エンドクレジット後半で改めて紹介される。話数は「第◯湯」と表記される。
「湯けむり美女」として、毎回セクシー⼥優、グラビアアイドルが仲居や若女将役として出演するほか、彼女たちの入浴シーンが挿入される。
動画配信サービスParaviでは、2018年12月20日より第一湯から第三湯が、2019年1月17日より第四湯から第七湯が、2月6日より第八湯から第十一湯が、3月6日より第十二湯が先行配信。
2月1日（1月31日未明）放送の『パパパパラビ!』内では、第六湯のスピンオフミニドラマ「ワケあり女の湯秘行」（出演・七海なな、藤崎里菜）が放送された。3月6日からParaviで西野翔が出演するスピンオフ「さすらい温泉 混浴旅情」が配信された。
なお番組宣伝ポスターでは主演の遠藤以外に愛原れの、生田みく、音無レナ、黒川サリナ、澁谷果歩、七海なな、葉月美音、花咲いあん、藤川菜緒、水樹璃子の入浴姿が掲載されているが、七海以外は本編未出演の女優となる。

## 登場人物
遠藤憲一
演 - 遠藤憲一（本人）
俳優をやめ、中井田健一の偽名で派遣仲居となる。
ディレクター
演 - 橋野純平
テレビ東京のディレクター。冒頭とエンドクレジット後に登場し、遠藤にインタビューを試みる。
小西明男
遠藤の友人（中学校の同級生）。冒頭（複数回登場）でインタビューを受け、遠藤のプライベートを語る。

### ゲスト
第一湯
富永理恵
演 - ともさかりえ
富永勇介
演 - 五十嵐陽向
橋本
演 - 大高洋夫
美貴
演 - 松野井雅
ヒトシ
演 - 升水柚希
カズヨシ
演 - 高橋曽良
第二湯
艶口さやか
演 - 山口紗弥加
仙人爺さん
演 - 神戸浩
森本千秋
演 - 鮎川桃果
館林
演 - 日向寺雅人
第三湯
大賀みな
演 - 大場美奈（SKE48）
井上幹雄
演 - 住田隆
工藤明日香
演 - 成宮潤
ファン1
演 - 飯泉博道
ファン2
演 - 小川裕輔
第四湯
石原聡美
演 - 山崎静代（南海キャンディーズ）
ヒロト
演 - 木村卓寛（天津）
幸代
演 - 葉加瀬マイ
達夫
演 - 関ヒロユキ
第五湯
笠木澄恵
演 - 佐々木すみ江
若かりし頃の澄恵
演 - 堀田真由
平蔵
演 - ふるごおり雅浩
久美
演 - 飛鳥凛
加瀬清次
演 - 鷹松宏一
鷲尾美奈子
所属事務所スタッフ。冒頭のインタビューに答える。
第六湯
加納多香子
演 - 加藤貴子
関根
演 - 河野洋一郎
絵里香
演 - 七海なな
瑠美
演 - 椿鬼奴
第七湯
澤井和佳奈
演 - 酒井若菜
倉本淳之介
演 - 嶋田久作
板前
演 - 夙川アトム
仲居
演 - 栗林里莉
第八湯
増本若奈
演 - 松本若菜
増本達也
演 - 中野龍
旅館の女将
演 - 岩本和子
仲居
演 - 黒川サリナ
第九湯
矢部順子
演 - 阿部純子
なちょす
演 - なちゅ
旅館の女将
演 - 並木塔子
第十湯
尾藤優美
演 - 伊藤ゆみ
こけし職人・磯崎
演 - 石崎ひゅーい
ペリー尾藤
演 - 金剛地武志
旅館の女将
演 - 手島優
第十一湯
並野真歩
演 - 野波麻帆
謎の老人
演 - 不破万作
仲居
演 - 藤本かえで
第十二湯（最終回）
植木夕子
演 - 笛木優子
石野晶
演 - 西野翔
湯治客
演 - 平原テツ、冨手麻妙

## 放送日程
| 話数               | 放送日  | サブタイトル                       | 派遣先                     |
| ------------------ | ------- | ---------------------------------- | -------------------------- |
| 第一湯             | 1月17日 | 草津温泉〜湯畑慕情〜               | 草津温泉 奈良屋            |
| 第二湯             | 1月24日 | 北温泉〜女流官能小説家のスランプ〜 | 北温泉旅館                 |
| 第三湯             | 1月31日 | 下部温泉〜アイドルの誓い〜         | くつろぎの宿 裕貴屋        |
| 第四湯             | 2月7日  | 渋温泉〜女漫才師の憂鬱〜           | 歴史の宿 金具屋            |
| 第五湯             | 2月14日 | 法師温泉〜73年目のハネムーン〜     | 法師温泉 長寿館            |
| 第六湯             | 2月21日 | 箱根強羅温泉〜女優の涙〜           | 強羅天翠                   |
| 第七湯             | 2月28日 | 網代温泉〜極上料理対決〜           | 竹林庵 みずの              |
| 第八湯             | 3月7日  | 伊香保温泉〜卓球少年の悩み〜       | 千明仁泉亭                 |
| 第九湯             | 3月14日 | 修善寺温泉〜ご令嬢の恋〜           | 伊豆修善寺温泉 新井旅館    |
| 第十湯             | 3月21日 | 銀山温泉〜父と娘のノスタルジー〜   | 古山閣                     |
| 第十一湯           | 3月28日 | 養老渓谷温泉〜家族の絆〜           | 渓谷別庭 もちの木          |
| 第十二湯（最終回） | 4月4日  | 薬師温泉〜愛の逃避行〜             | かやぶきの郷 薬師温泉 旅籠 |

## スタッフ
- 監督：後藤庸介
- 脚本：田中眞一
- ナレーション：小島秀公
- 主題歌：石崎ひゅーい「あなたはどこにいるの」（エピックレコードジャパン）

## 放送局
| 放送期間          | 放送日時                    | 放送局         | 対象地域   | 備考           |
| ----------------- | --------------------------- | -------------- | ---------- | -------------- |
| 1月17日 - 4月04日 | 木曜1:35 - 2:05（水曜深夜） | テレビ東京     | 関東広域圏 | 製作局         |
| 2月01日 - 4月19日 | 金曜1:35 - 2:05（木曜深夜） | テレビ和歌山   | 和歌山県   | 独立局         |
| 4月05日 - 6月21日 | 金曜0:00 - 0:30（木曜深夜） | BSテレ東（2K） | 全国       |                |
| 4月05日 - 6月21日 | 金曜0:00 - 0:30（木曜深夜） | BSテレ東4K     | 全国       | 4K制作版で放送 |

## 関連商品
『さすらい温泉♨遠藤憲一 極上温泉ガイド』
TAC出版から2019年3月26日発売。ISBN 9784813283775。
『さすらい温泉♨遠藤憲一』DVD-BOX
ポニーキャニオンから2019年7月3日発売。DVD5枚組（本編：4枚、特典映像：1枚）。